# Stadion Tumba
Stadion Tumba (gr. Στάδιο Τούμπας, Stádio Toúmpas) – stadion piłkarski położony w miejscowości Saloniki w Grecji. Swoje mecze domowe rozgrywa na nim zespół PAOK FC. Po ostatniej modernizacji w 2013 roku pojemność stadionu wyniosła 28 703 miejsca. Nazwa stadionu pochodzi od dzielnicy Salonik – Tumba, w której położony jest obiekt.

## Historia stadionu
Stadion Tumba został wybudowany pod koniec lat 50. XX wieku po tym, jak poprzedni, położony w centrum Salonik, stadion PAOK-u okazał się być zbyt mały na potrzeby klubu. Oficjalne otwarcie nowego obiektu nastąpiło 6 września 1959 roku, kiedy to w towarzyskim spotkaniu zmierzyły się ekipy PAOK Saloniki oraz AEK Ateny.
Początkowo pojemność stadionu wynosiła 20 000 miejsc, jednak szybko powiększono ją do 45 000. Rekord frekwencji, 45 252 widzów,  padł 19 grudnia 1976 roku podczas meczu PAOK-u z AEK-iem. W 1998 roku na wszystkich trybunach zamontowano krzesełka, przez co pojemność stadionu zmniejszyła się do 32 000. Dwa lata później – ze względu na wprowadzenie stref bezpieczeństwa – pojemność stadionu znów spadła do obecnych 28 703 miejsc.
Dzięki przyznaniu Atenom organizacji Igrzysk Olimpijskich w 2004 roku, stadion doczekał się gruntownej modernizacji, ponieważ wybrano go jako jedno z ośrodków treningowych na czas Igrzysk. Prace rozpoczęto w roku 2003, a już rok później stadion znów był oddany do użytkowania. Znacząco zmienił się wygląd stadionu. Najważniejszą zmianą było zbudowanie 4-piętrowego budynku tuż za główną, zachodnią trybuną. Zlokalizowano w nim 15 pomieszczeń VIP, miejsca dla telewizji i prasy oraz nowe biura klubu. Nad trybuną zachodnią wybudowano również dach. Inne prace, które wykonano na stadionie to montaż nowych siedzeń, odnowienie szatni dla zawodników, wymiana płyty boiska oraz wzmocnienie filarów podtrzymujących północną trybunę.
W 2013 roku zostały przeprowadzone dodatkowe prace na stadionie mające na celu modernizacje pomieszczeń VIP oraz dla zawodników.

## Plany kolejnej modernizacji
Klub planuje przeprowadzić w najbliższej przyszłości kolejną modernizację swojego stadionu. Zakres planowanych prac jest dość szeroki i zakłada powiększenie pojemności stadionu do 35 000 miejsc. Koszty modernizacji szacowane są na około 40 milionów euro. W planach jest usunięcie bieżni wokół boiska piłkarskiego oraz powiększenie trybun tak, aby jednocześnie były bliżej płyty boiska. Dodatkowo planowane jest zadaszenie pozostałej części stadionu, a także powiększenie obecnego budynku klubowego za zachodnią trybuną tak, aby rozciągał się na całą długość trybuny, co pozwoli na stworzenie kolejnych 15 pomieszczeń VIP.